# Ямайска еуфония
Ямайската еуфония (Euphonia jamaica) е вид птица от семейство Чинкови (Fringillidae).

## Разпространение
Видът е разпространен в Ямайка.